# Rosengarten (Nedersaksen)
Rosengarten is een gemeente in de Duitse deelstaat Nedersaksen, en maakt deel uit van het Landkreis Harburg. Rosengarten telt 13.697 inwoners.

## Samenstelling van de gemeente
De gemeente bestaat uit 10 Ortsteile, die tot 1972 aparte gemeentes waren. Hiervan hebben er 9 een aparte Ortsrat of deelgemeenteraad. Dit zijn:
- Eckel
- Ehestorf of Ehestorf-Alvesen
- Emsen of Emsen-Langenrehm
- Klecken
- Leversen of Leversen-Sievesen
- Nenndorf (hoofdplaats van de gemeente, en zetel van het gemeentebestuur)
- Sottorf
- Tötensen of Tötensen-Westerhof
- Vahrendorf.

Iddesen, direct aan de noordoostkant van Nenndorf gelegen, is wel een afzonderlijk Ortsteil, maar heeft, omdat het zo klein is, alleen een Ortsvorsteher, die Iddesen bij het gemeentebestuur vertegenwoordigt. Zie ook de uit december 2021 daterende Hauptsatzung (hoofdgemeenteverordening) op de website van de gemeente.

### Wapensvan de gemeentedelen

Eckel
Ehestorf
Emsen
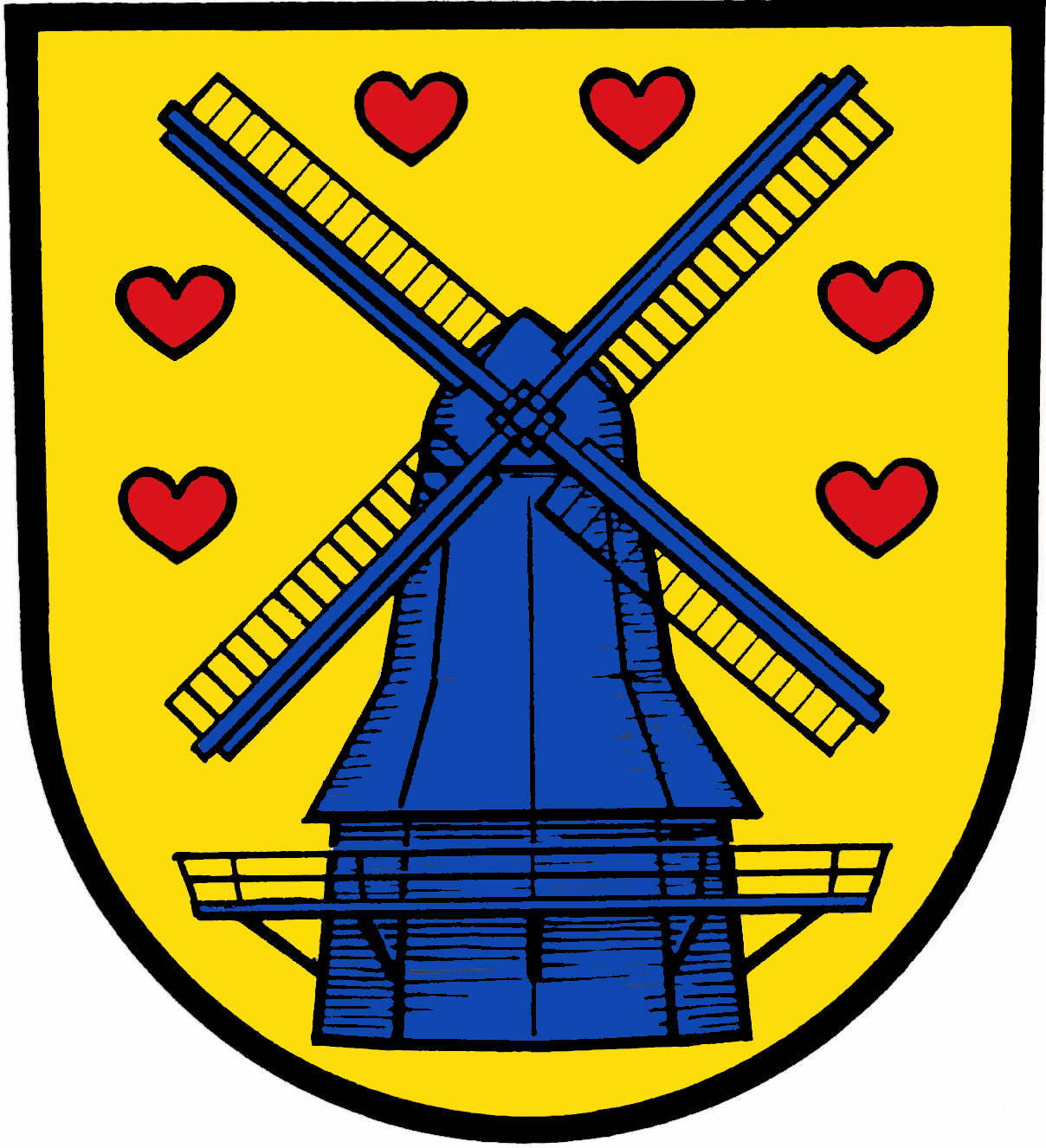
Iddensen
Klecken
Nenndorf
Sottorf
Tötensen
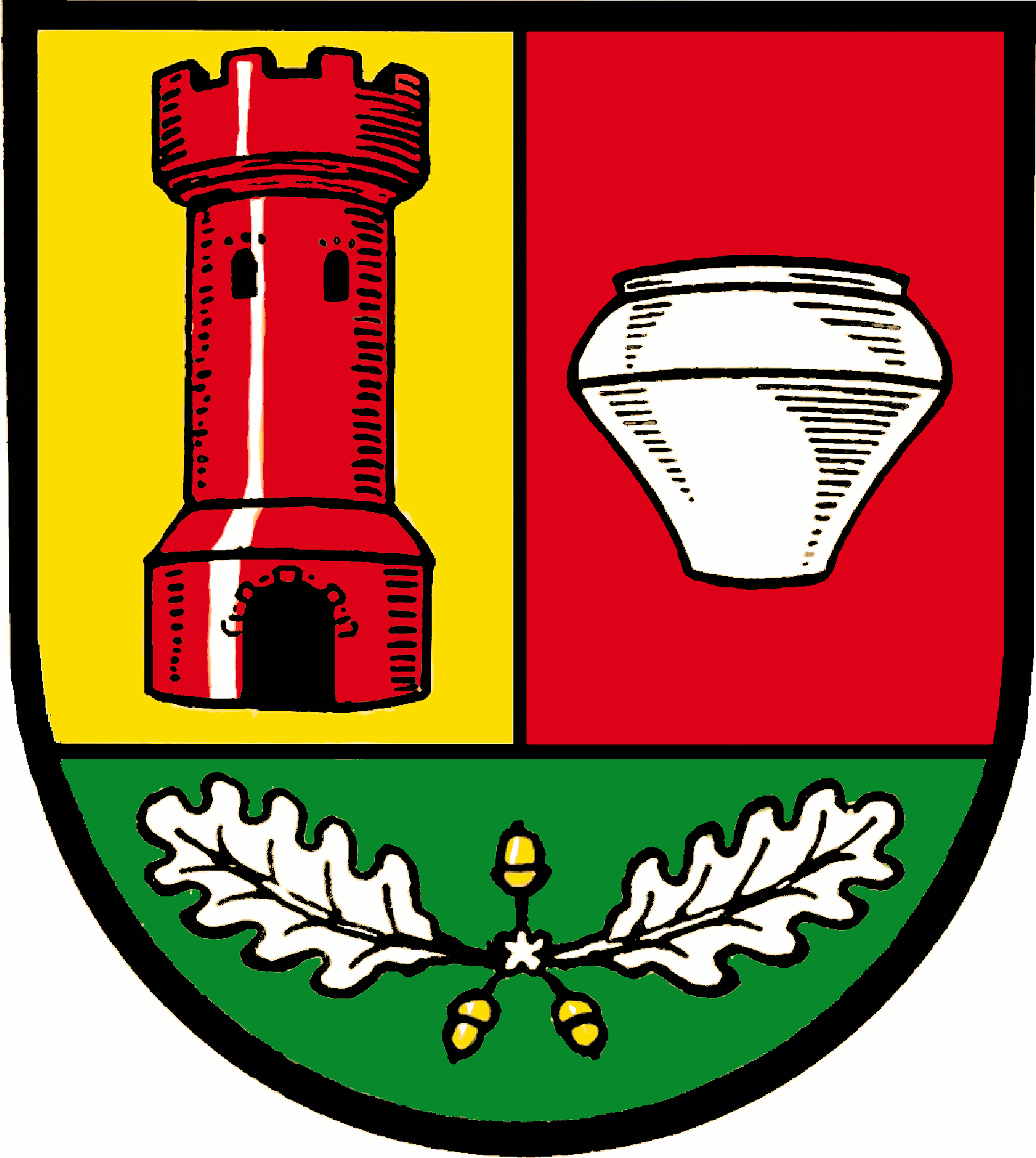
Vahrendorf

## Geografie, infrastructuur

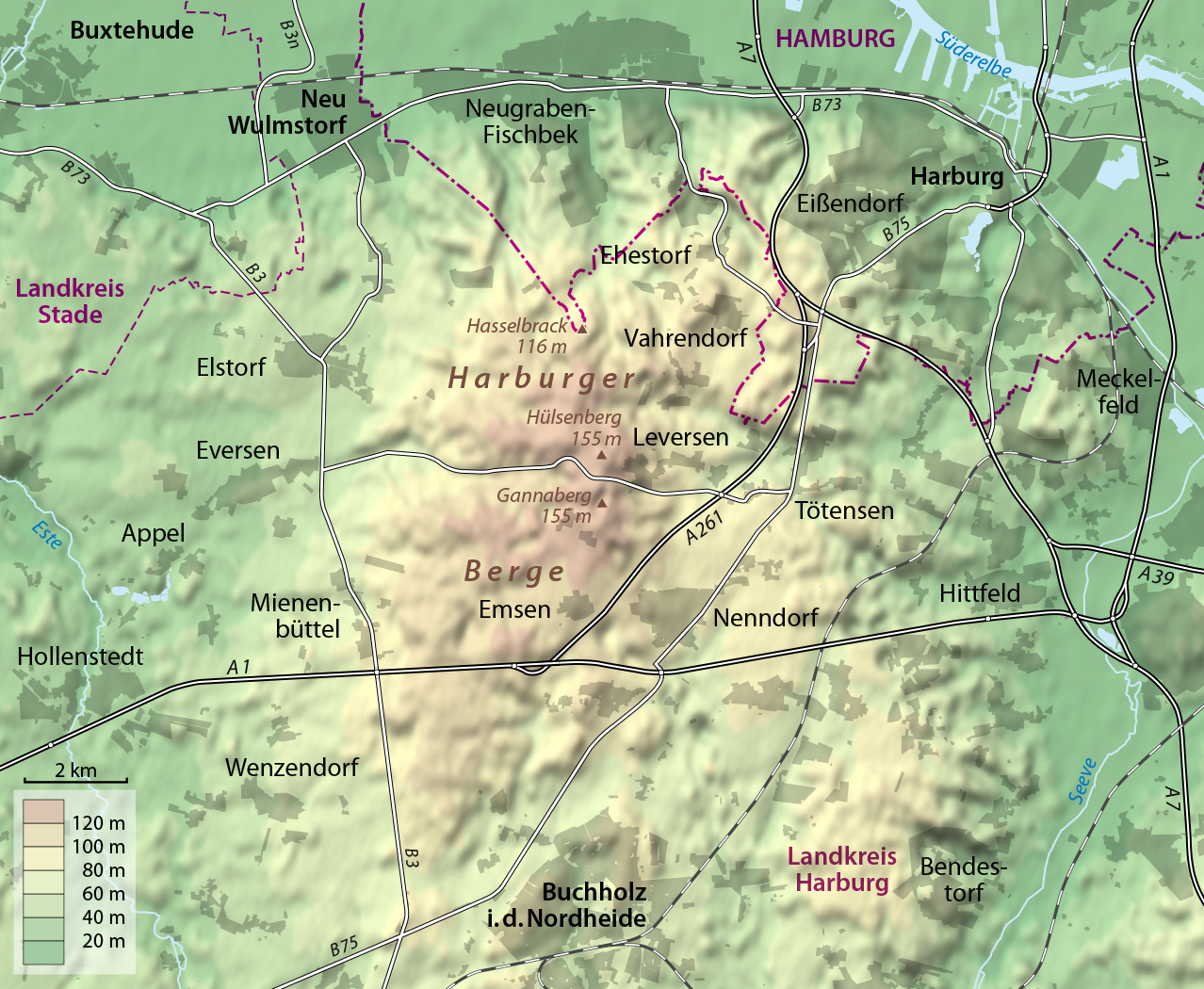
Kaart Harburger Berge

De gemeente ligt aan de noordrand van de Lüneburger Heide, in een gebied, dat de Harburger Berge genoemd wordt. De hoogste "toppen" reiken tot 155 meter boven de zeespiegel.
De ligging van de gemeentedelen is ongeveer als volgt:
- In het noorden: Ehesdorf-Alvesen en Vahrendorf
- In het midden: direct ten zuiden van Vahrendorf: Sottorf
- Direct ten zuiden van Sottorf, van west naar oost: Sieversen, Leversen, Westerhof en Tötensen
- Ten zuiden hiervan, van west naar oost: Emsen met de noordelijker wijk Langenrehm, Nenndorf
- In het zuidoosten, ten zuiden van de A1: Eckel en Klecken.

### Naburige gemeenten
- In het noorden: Hamburg, o.a. stadsdeel Hamburg-Neugraben-Fischbek
- In het noordoosten: Seevetal
- In het zuidoosten: Harmstorf, Bendestorf
- In het zuiden: Jesteburg en Buchholz in der Nordheide
- In het westen: Neu Wulmstorf.

### Wegverkeer
De gemeente wordt doorsneden door de volgende hoofdverkeerswegen:
- Ten noordoosten van Ehestorf: de Autobahn A7, die hier op Dreieck Hamburg-Südwest de A261 kruist; direct ten oosten van dit knooppunt, op afrit 34 Hamburg-Marnstorf, kruist de A7 lokale wegen naar o.a. Ehestorf en Tötensen.
- Van noordoost naar zuidwest door de gemeente: de slechts 7 km lange Autobahn A261 (met halverwege een afrit naar Tötensen en Leversen); in het zuidwesten van de gemeente, bij Emsen, komt deze op het Buchholzer Dreieck uit op de A1.
- Door het zuiden van de gemeente loopt van west naar oost de Autobahn A1. Afrit 42 van deze Autobahn, Buchholz-Dibbersen, ligt vlakbij Nenndorf.
- Vermeldenswaard is verder de noord-zuidverbinding Kreisstraße 85, die voor de aanleg van de A261 de Bundesstraße 75 was.

### Openbaar vervoer

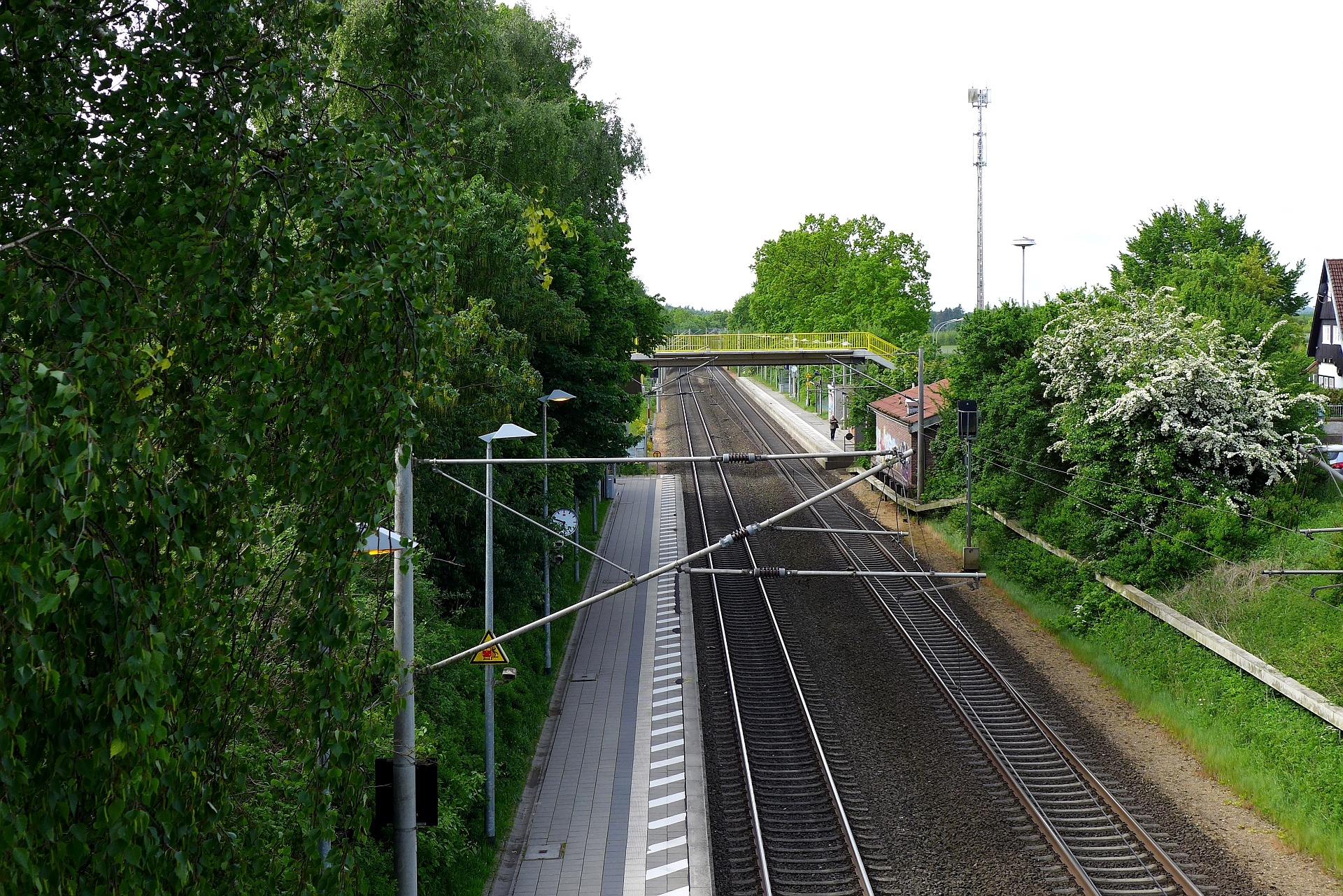
Station Klecken

- Aan de spoorlijn Wanne-Eickel - Hamburg ligt in het zuidoosten van de gemeente Station Klecken, waar één keer per uur een stoptrein stopt (rijtijd tot Hamburg Hauptbahnhof 20 minuten).
- Enkele malen per dag rijdt, op werkdagen, een streekbus tussen diverse dorpen in de gemeente en station Hamburg-Harburg v.v..
- Ander openbaar vervoer is beperkt tot een belbusdienst (Anrufsammeltaxi, AST). Wie op de gemeentelijke website de lijst met haltes van deze AST aanklikt (PDF-document), treft tevens een overzichtelijke plattegrond met de ligging van alle dorpen binnen de gemeente aan.

### Overig
Op de 155 m hoge Gannaberg nabij Langenrehm, een noordelijke buitenwijk van Emsen, staat de telecommunicatietoren Fernmeldeturm Rosengarten, voor doorgifte van o.a. radio- en televisiesignalen.

## Economie
In de gemeente wonen veel woonforensen met een werkkring in de noordelijke buurstad Hamburg.
Vanwege de fraaie ligging aan de noordrand van de Lüneburger Heide is in de gemeente ook het toerisme van belang. Industrie en nijverheid van betekenis ontbreekt.

## Geschiedenis
In de Jonge Steentijd, tussen 3200 en 2500 jaar vóór de jaartelling, leefden hier dragers van de Trechterbekercultuur, hetgeen blijkt uit een door hen gemaakt hunebed nabij Klecken.
Sedert de Reformatie in de 16e eeuw is het overgrote deel van de christenen in de gemeente evangelisch-luthers. Circa 48 % van de inwoners van Rosengarten waren in 2011 evangelisch-luthers, circa 6 % rooms-katholiek en 46 % aanhanger van een andere gezindte of religie, dan wel atheïst.
Historische gebeurtenissen in de gemeente van meer dan plaatselijk belang zijn niet overgeleverd.
In juli 1972 kwam, in het kader van een gemeentelijke herindeling, de huidige gemeente tot stand door een fusie van 10 kleine gemeentes. Een jaar later werd de gemeente van Nenndorf omgedoopt in Rosengarten, naar een groot, vooral met beuken beplant, productiebos in de omgeving, dat Forst Rosengarten heet.

## Bezienswaardigheden
- Het gebied van de gemeente is rijk aan natuurschoon, vooral bos en heide. Het wordt wel beschouwd als het meest noordelijke gedeelte van de Lüneburger Heide. Veel inwoners van Hamburg komen hier een dag of weekend om te wandelen, fietsen of kamperen. Door de gemeente lopen diverse langeafstands-fietsroutes, waaronder een route Hamburg-Bremen.

- In het noorden van de gemeente ligt het dorp Ehestorf. In dit dorp ligt een vrij groot openluchtmuseum met de naam Freilichtmuseum am Kiekeberg.

- De Museumsstellmacherei Langenrehm ten noorden van Emsen is een klein museum, waar op traditionele wijze (ingericht volgens de situatie anno 1930) het ambacht van wagenmaker wordt beoefend en uitgelegd. Het is een dependance van het hierboven genoemde openluchtmuseum.

- Bij Vahrendorf ligt het 50 hectare grote Wildpark Schwarze Berge, met circa 100 Europese diersoorten.
- De gemeente is niet rijk aan monumentale gebouwen. Vrijwel de enige items op de gemeentelijke monumentenlijst zijn zwerfstenen, die in de loop der eeuwen in gebruik zijn genomen als grenssteen tussen landerijen en bospercelen.

## Afbeeldingen

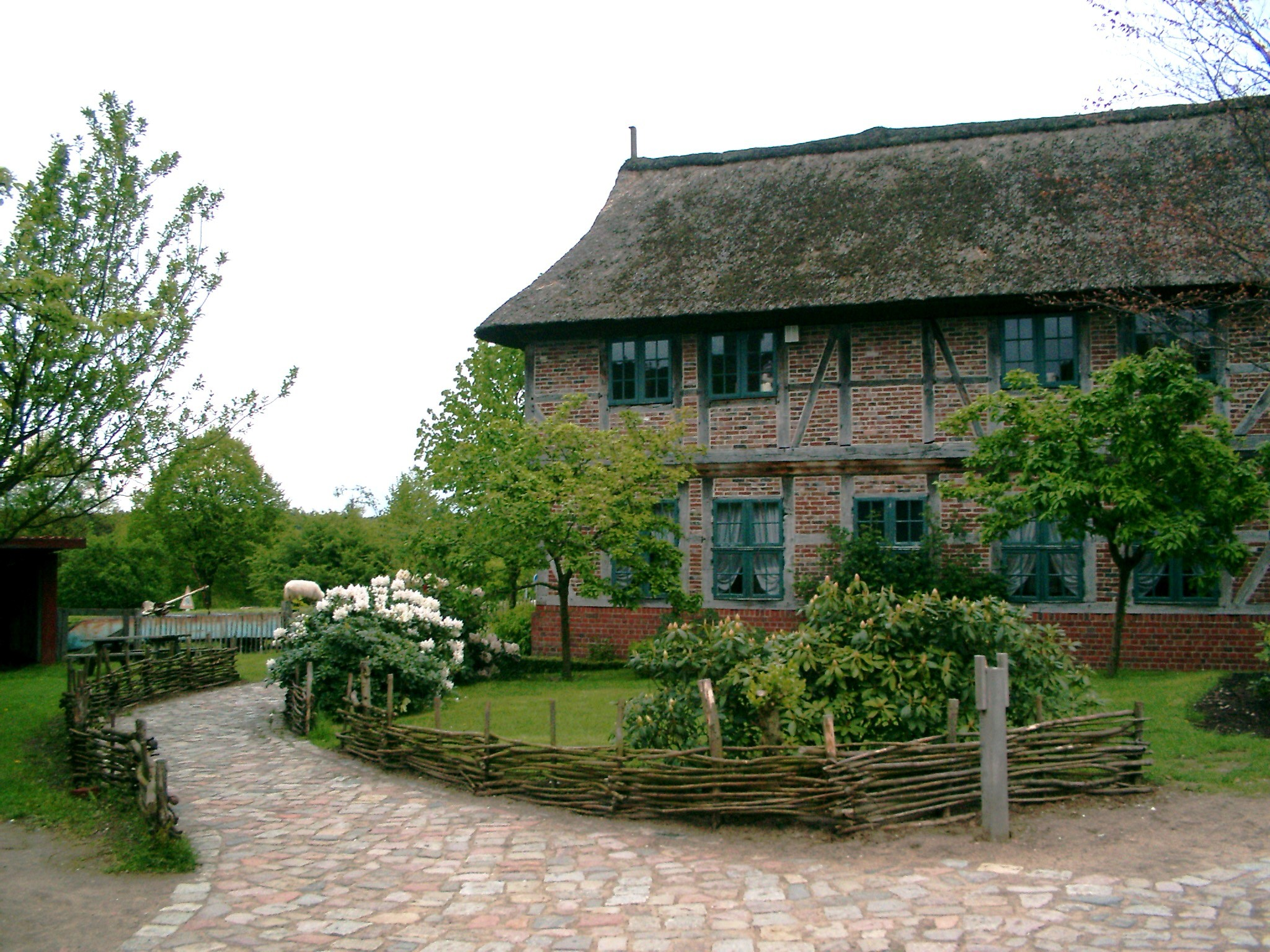
Gebouw van het Openluchtmuseum Kiekeberg
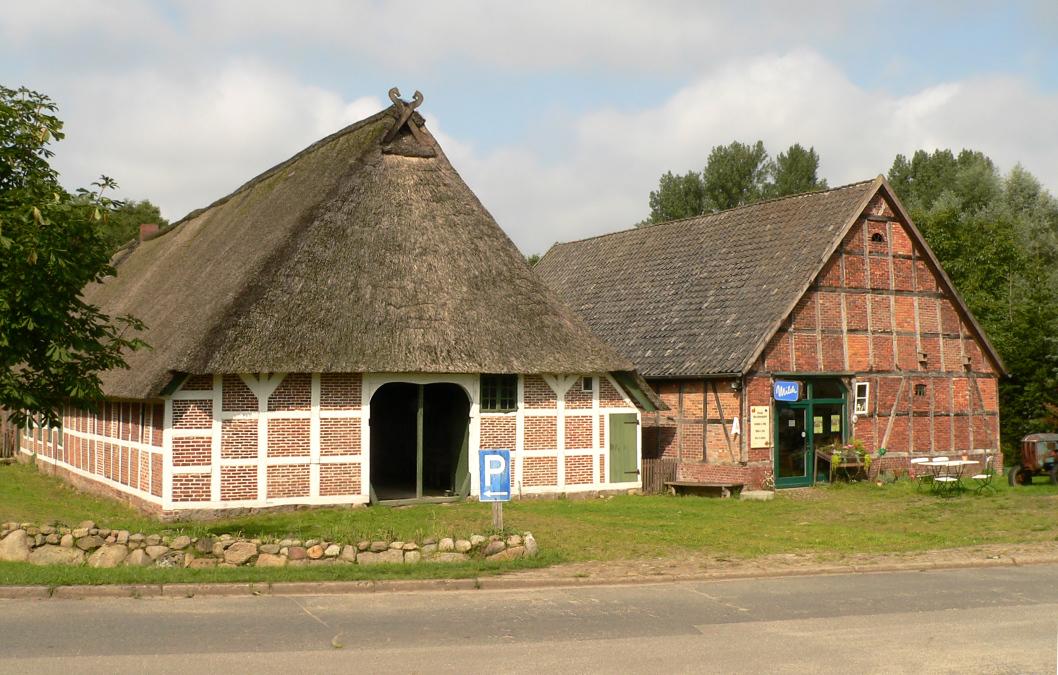
Historische boerderij Wennerstorf in dit museum
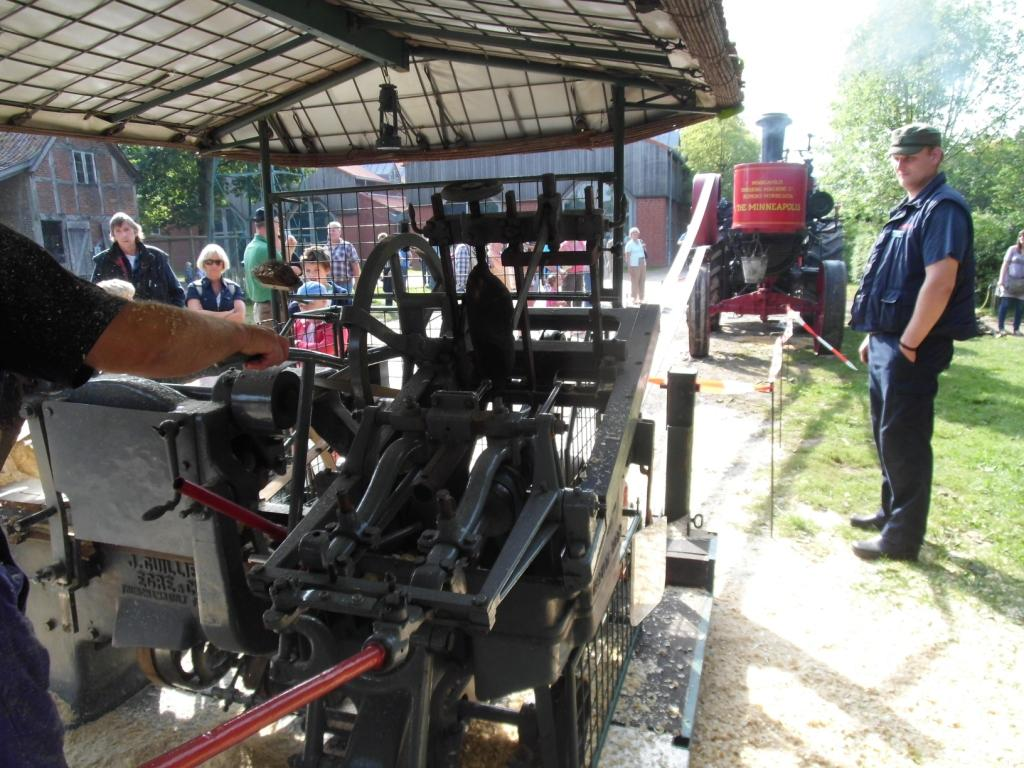
Stoommachine voor het maken van klompen in dit museum
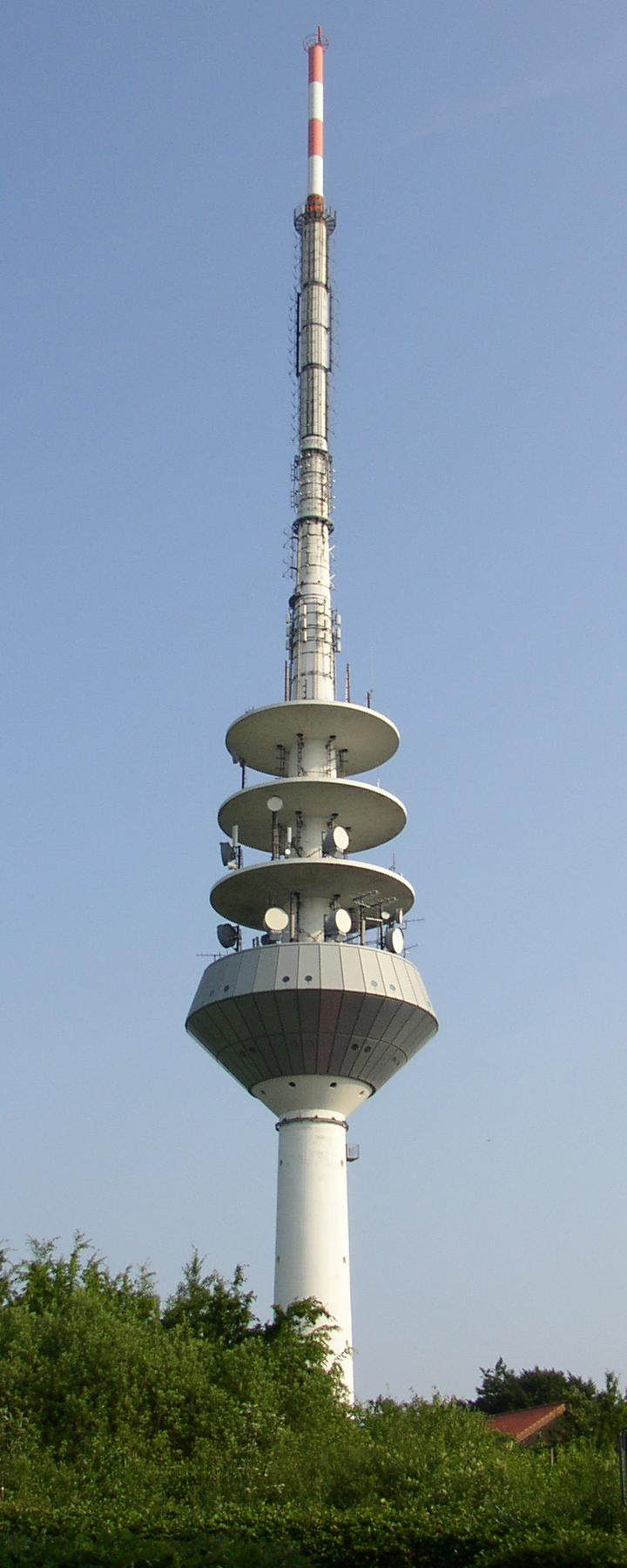
Telecommunicatietoren Rosengarten
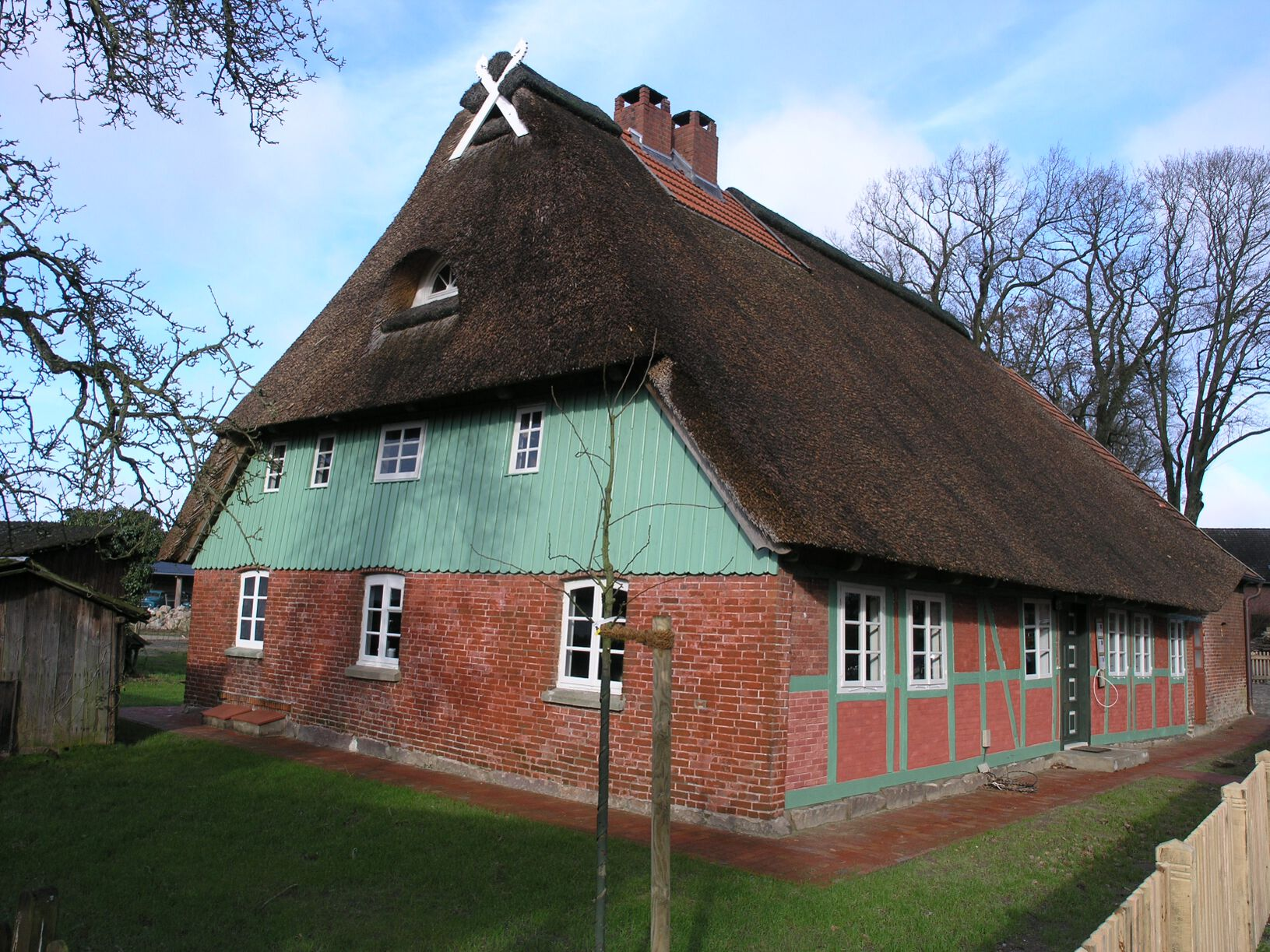
Museumsstellmacherei Langenrehm
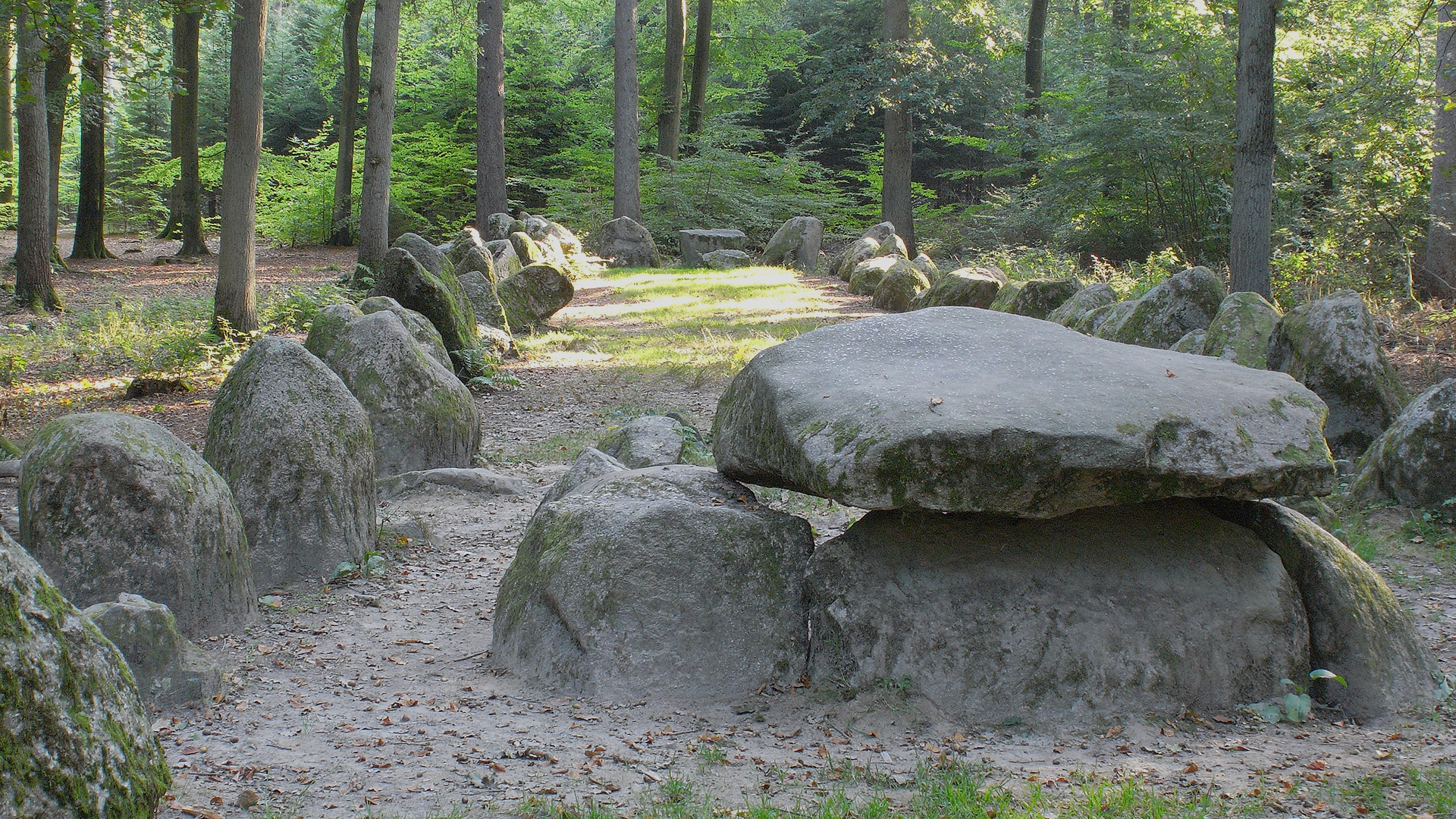
Hunebed in het bos bij Klecken (Sprockhoff-nr. 675)
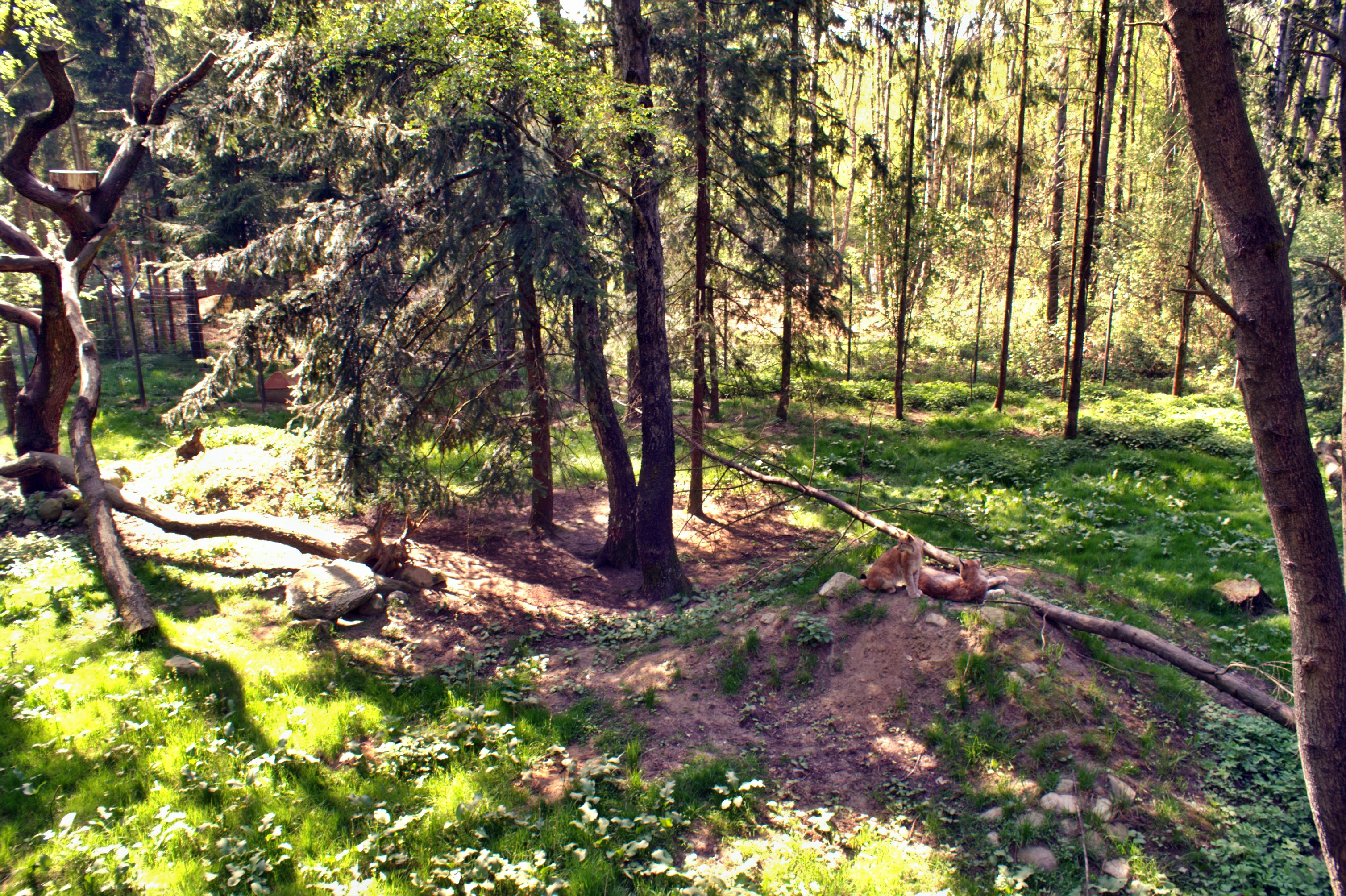
Lynxen in het Wildpark Schwarze Berge

## Varia
- De bekende zanger Dieter Bohlen is inwoner van Tötensen en bezit er ook een eigen geluidsstudio. Ook de in verband met het publiceren van nepnieuws in opspraak gekomen ex-journalist Claas Relotius woont in Tötensen.